# Everhard Westermann

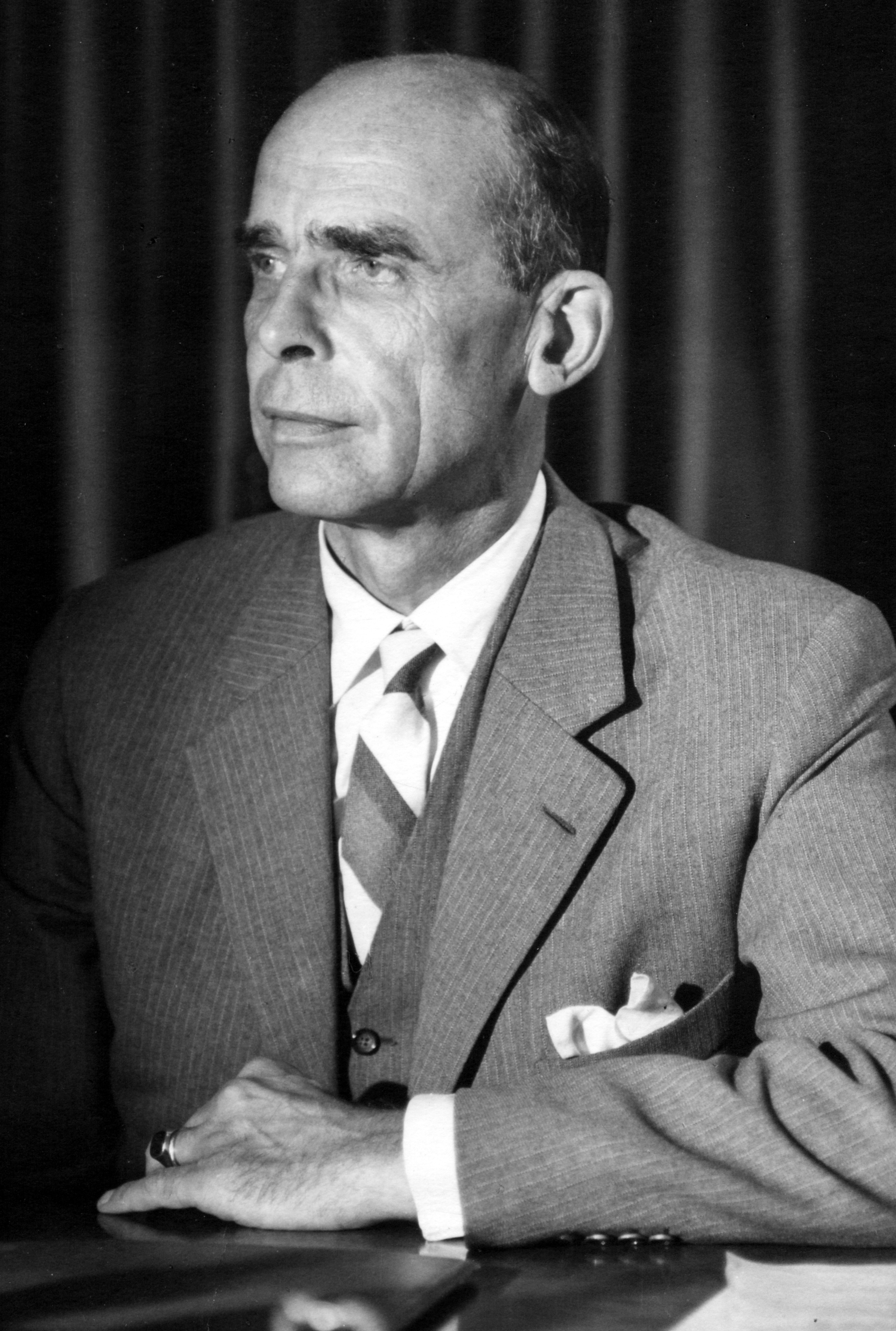
Everhard Westermann, 1973

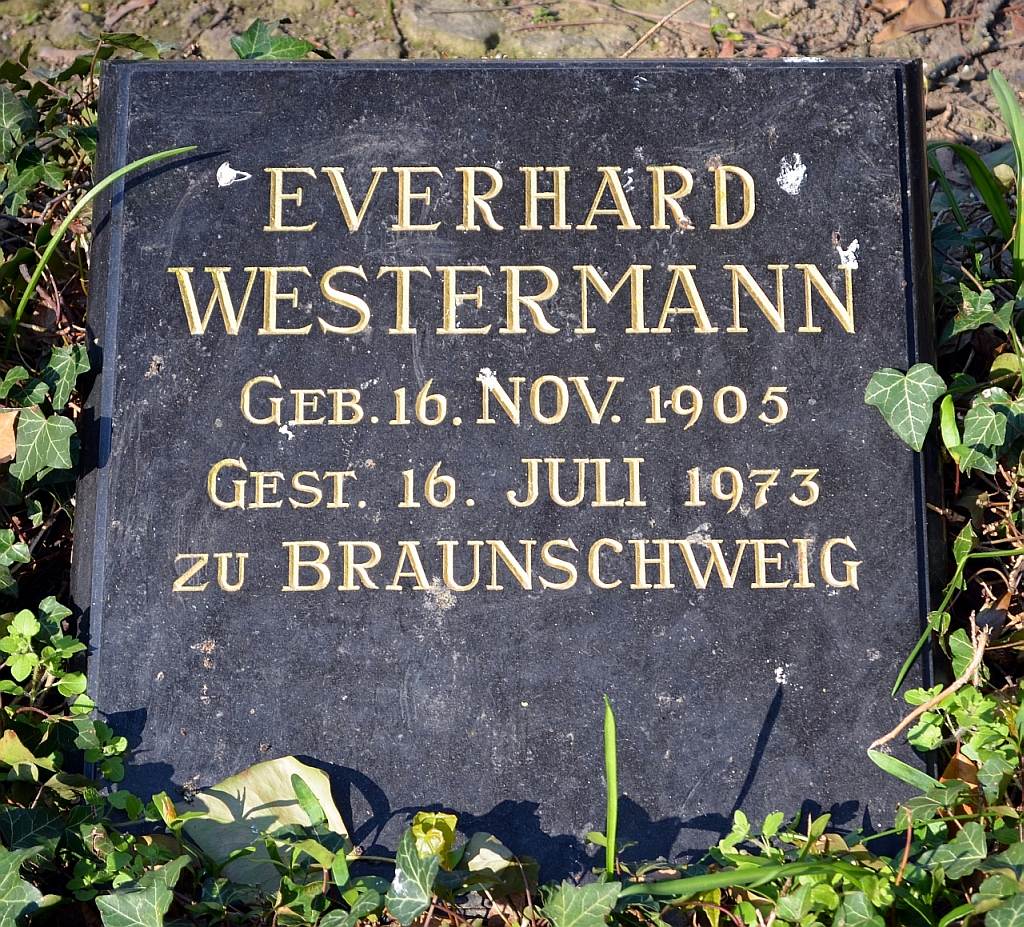
Everhard Westermanns Grab auf dem Braunschweiger Magnifriedhof.

Everhard Westermann (* 16. November 1905 in Braunschweig; † 16. Juli 1973 ebenda) war ein deutscher Verleger und Verlagsbuchhändler. Er war Mitinhaber und Angehöriger der Unternehmensleitung des Verlags- und Druckhauses Georg Westermann, das die Keimzelle der Westermann Gruppe bildete.

## Leben
Everhard Westermann war der Sohn des Verlegers Georg Westermann (1869–1945) und dessen Frau Magdalene Westermann (geb. Wätjen). Er hatte mit Luise und Friedrich Westermann zwei Geschwister; gemeinsam mit dem Ehemann von Luise Westermann, Georg Mackensen, leitete er später den Westermann-Verlag.
Everhard Westermann trat 1931 als persönlich haftender Gesellschafter in die Kommanditgesellschaft (KG) des Verlags- und Druckhauses Georg Westermann ein. Der Verlag wurde 1838 von Everhards Urgroßvater George Westermann gegründet und war seitdem in Familienbesitz, wurde aber in den Jahren vor Everhard Westermanns Eintritt hauptsächlich vom Mitinhaber Hans Reichel geleitet. 1933 wurde Georg Mackensen, Schwager von Everhard Westermann, ebenfalls persönlich haftender Gesellschafter. Hans Reichel und dessen Sohn Helmut traten 1935 aus der Verlagsleitung aus.

## Werke
- Everhard Westermann (Hrsg.): Der Verleger George Westermann 1810–1879. Ein Lebensbild in Briefen und Tagebüchern. Georg Westermann, Braunschweig 1965